# Kämpfelbach
Kämpfelbach – miejscowość i gmina w Niemczech, w kraju związkowym Badenia-Wirtembergia, w rejencji Karlsruhe, w regionie Nordschwarzwald, w powiecie Enz, wchodzi w skład związku gmin Kämpfelbachtal. Leży ok. 6 km na północ od Pforzheim, przy drodze krajowej B10.

## Dzielnice

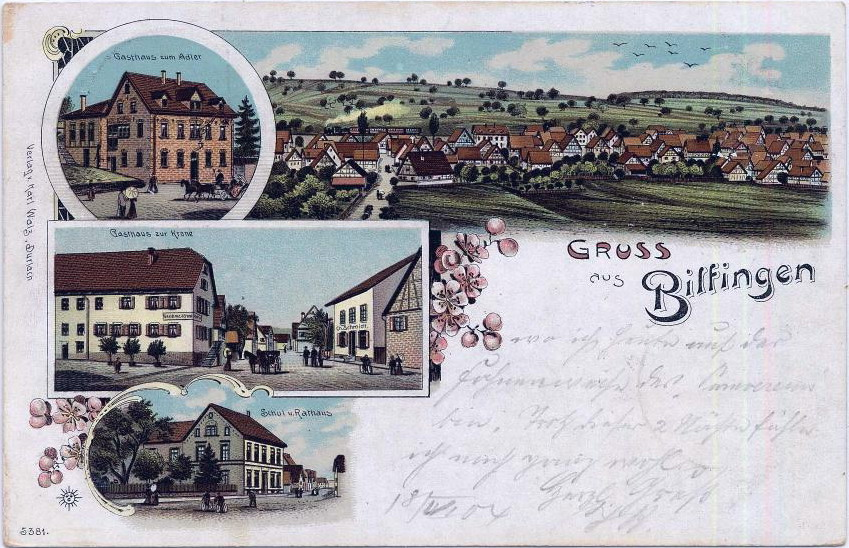
Dzielnica Bilfingen w 1900 roku

- Bilfingen
- Ersingen